# Nam Hoa Lư
Nam Hoa Lư là một phường thuộc tỉnh Ninh Bình, Việt Nam.

## Địa lý
Nam Hoa Lư nằm cách phường Hoa Lư - trung tâm tỉnh lỵ Ninh Bình 6 km về phía Tây Nam, có vị trí địa lý:
- Phía đông giáp phường Đông Hoa Lư.
- Phía tây giáp phường Tây Hoa Lư.
- Phía bắc giáp phường Hoa Lư.
- Phía nam giáp phường Yên Thắng và phường Yên Sơn.

Phường Nam Hoa Lư	có diện tích:	54,3	km², 	dân số:	53.514	người, mật độ dân số: 	986	người/km². 	Đây là đơn vị có diện tích xếp thứ:	5	, số dân xếp thứ: 	8	và mật độ dân số xếp thứ: 	97	trong số 129 xã, phường ở Ninh Bình. Phường Nam Hoa Lư nằm trên quốc lộ 1A, quốc lộ 12B, quốc lộ 21C, Đường cao tốc Bắc – Nam, và cũng là nơi có sông Vạc chảy qua.

## Lịch sử
Theo Nghị quyết số 1674/NQ-UBTVQH15 ngày 16/6/2025 về sắp xếp các đơn vị hành chính cấp xã của tỉnh Ninh Bình năm 2025, Sắp xếp toàn bộ diện tích tự nhiên, quy mô dân số của phường Ninh Phong, phường Ninh Sơn và các xã Ninh Vân, Ninh An, Ninh Hải thành phường mới có tên gọi là phường Nam Hoa Lư.

## Kinh tế
Nam Hoa Lư là một trong 3 phường có Quần thể di sản thế giới Tràng An. Trên địa bàn phường này có khu du lịch Tam Cốc – Bích Động là một khu du lịch trọng điểm của Việt Nam, là khu du lịch có lượng khách tham quan lớn thuận lợi phát triển làng nghề truyền thống, tạo nguồn thu về du lịch, dịch vụ và thay đổi cơ cấu lao động địa phương.
Khu công nghiệp Phúc Sơn thuộc địa bàn phường Ninh Sơn và phường Ninh Phúc. Tổng diện tích 145 ha, là khu công nghiệp sạch với sản phẩm may mặc, lắp ráp điện tử, dụng cụ đo lường và sản xuất phần mềm. Khu được thành lập trên cơ sở cụm công nghiệp Phúc Sơn đã được quy hoạch, thu hồi đất và xây dựng một phần cơ sở hạ tầng, có các điều kiện về kinh tế, xã hội rất tốt.

### Nghề đá truyền thống
Các làng nghề Xuân Vũ, Dưỡng Thượng, Dưỡng Hạ trong tổ hợp làng nghề đá mỹ nghệ Ninh Vân đã được công nhận làng nghề truyền thống. Với địa thế nhiều đá vôi, Nghề chế tác đá mỹ nghệ phát triển mạnh góp phần phát triển kinh tế xã hội và nâng cao đời sống người dân.
Làng nghề đá Ninh Vân hiện có những công trình kiến trúc đá độc đáo như nhà đá cổ của cố nghệ nhân Lương Văn Xiển ở thôn Xuân Phúc, nhà đá cổ của cố nghệ nhân Dương Văn Lợi ở thôn Thượng Vũ và nhà đá cổ của nghệ nhân Đỗ Khắc Đức ở thôn Xuân Thành.
Cổng làng Ninh Vân là công trình kiến trúc đứng đầu hàng danh sách các cổng làng được xây bằng đá, to và đẹp nhất ở Việt Nam. Điều khác biệt ở đây là các cột được xây từ những tảng đá nguyên khối chồng lên. Các cột dựng đều có những hoa văn rồng uốn lượn, tạo nên sự bay bổng hài hòa, làm giảm đi cảm giác nặng nề. Đường nét kẻ vẽ trên đá, nhìn thanh thoát nhưng không kém phần kỳ vĩ.

### Làng nghề thêu ren Văn Lâm
Thêu ren Văn Lâm là một trong 6 làng nghề truyền thống đầu tiên ở Ninh Bình nhận bằng làng nghề truyền thống và được nhà nước hỗ trợ phát triển. Vào thời nhà Đinh, Hoàng hậu Nguyễn Thị Sen là người đã truyền dạy cho người dân làng Văn Lâm nghề này.
Sản phẩm thêu làm ra đã trở thành mặt hàng truyền thống đặc sắc, chuyên bán cho khách du lịch. Những năm 1990, 100% số lao động của Ninh Hải làm thêu, người có tay nghề thấp thì làm những sản phẩm đơn giản rẻ tiền, người có tay nghề cao thì làm các sản phẩm tinh xảo hơn, giá trị hơn. Năm 2006, số lao động chuyên làm thêu giờ chỉ còn 47% số lao động của xã, riêng thôn Văn Lâm có nhiều nghệ nhân nhất khoảng 1.500 người. Ngày nay nghề thêu đã phát triển thành các tổ hợp sản xuất và doanh nghiệp tư nhân chuyên làm các mặt hàng thêu, huy động hầu hết các tay kim giỏi trong làng. Các tổ hợp sản xuất này đều đã tìm được thị trường tiêu thụ ổn định, mà hầu hết là xuất khẩu ra nước ngoài.
Nghề thêu là nghề nhẹ nhàng, có nhiều triển vọng và không gây ô nhiễm môi trường nên được địa phương tạo điều kiện để phát triển.

### Làng mộc Phúc Lộc
Làng nghề mộc Phúc Lộc từ xưa đã là một làng nghề truyền thống nổi tiếng. Làng mộc Phúc Lộc nằm ở phía đông nam ttrung tâm tỉnh Ninh Bình, gần quốc lộ 10 và tuyến đường nối cảng Ninh Phúc. Làng Phúc Lộc có 4 phố: Phố Phúc Lộc, Phố Phong Lộc, Phố Đa Lộc, Phúc Lâm và xóm Mơ. Hiện nay khu vực làng nghề đã được xây dựng tại vị trí giao cắt giữa Quốc lộ 1 với đường nối cảng Ninh Phúc) Làng nghề mộc Phúc Lộc hiện có tới 400 người làm nghề sản xuất đồ mộc và khoảng 200 người lao động phụ. Sản phẩm làng nghề Phúc Lộc đa dạng các loại đồ gỗ cao cấp, cầu kỳ, sang trọng như: tủ chè, sập gụ, sập lim, tạc tượng, chạm trổ hoa văn các loại,... Làng mộc Phúc Lộc Ninh Bình được xếp vào danh sách 50 làng nghề truyền thống tiêu biểu nhất Việt Nam.

## Di tích - danh thắng
Nam Hoa Lư ngoài Quần thể danh thắng Tràng An, Tam Cốc – Bích Động, Khu du lịch sinh thái Thung Nham còn có nhiều di tích cấp quốc gia là chùa Bích Động, đền Thái Vi, hành cung Vũ Lâm, cụm đền Kê Thượng, đền Kê Hạ và Miếu Sơn,...

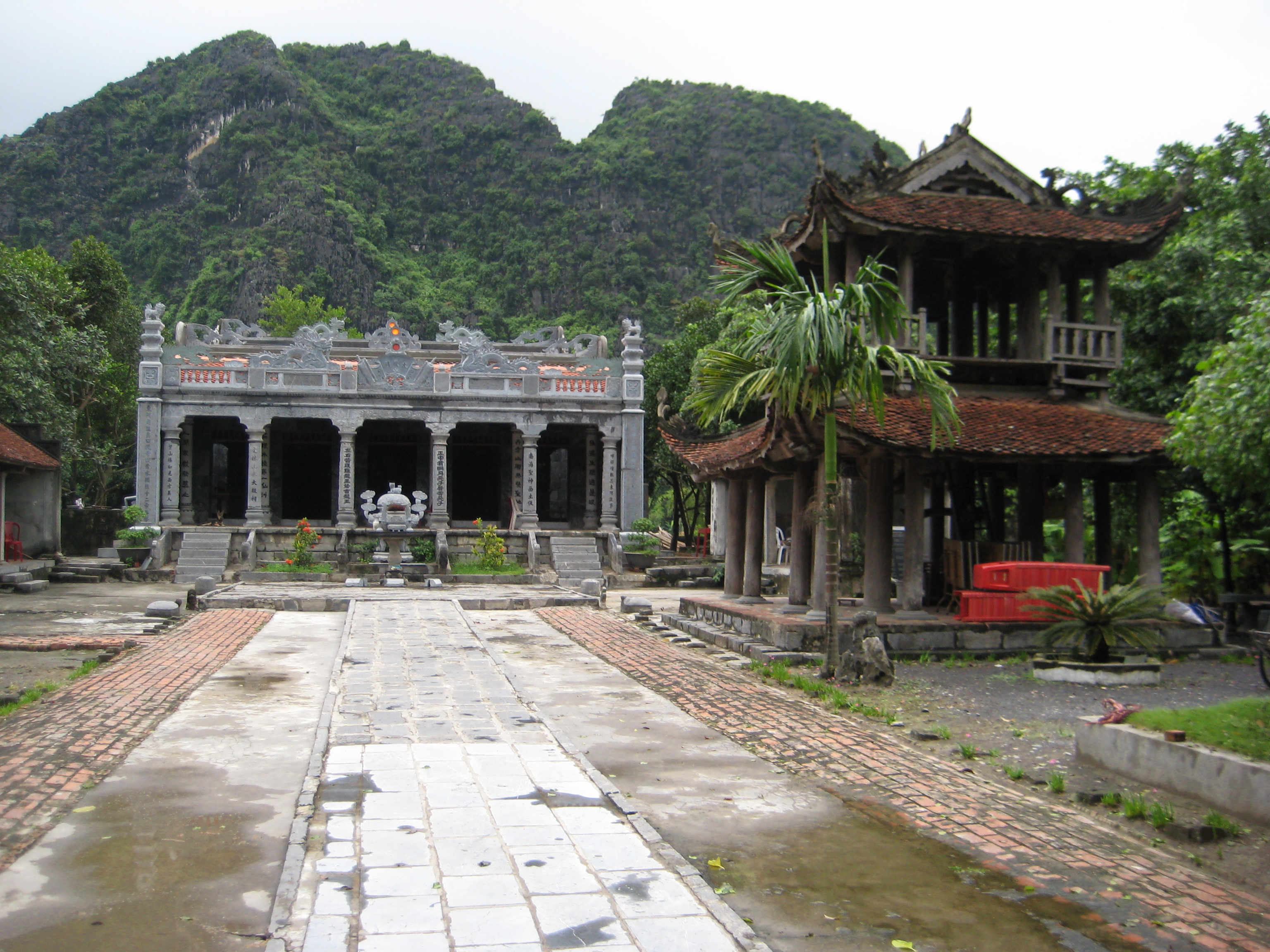
Đền Thái Vi
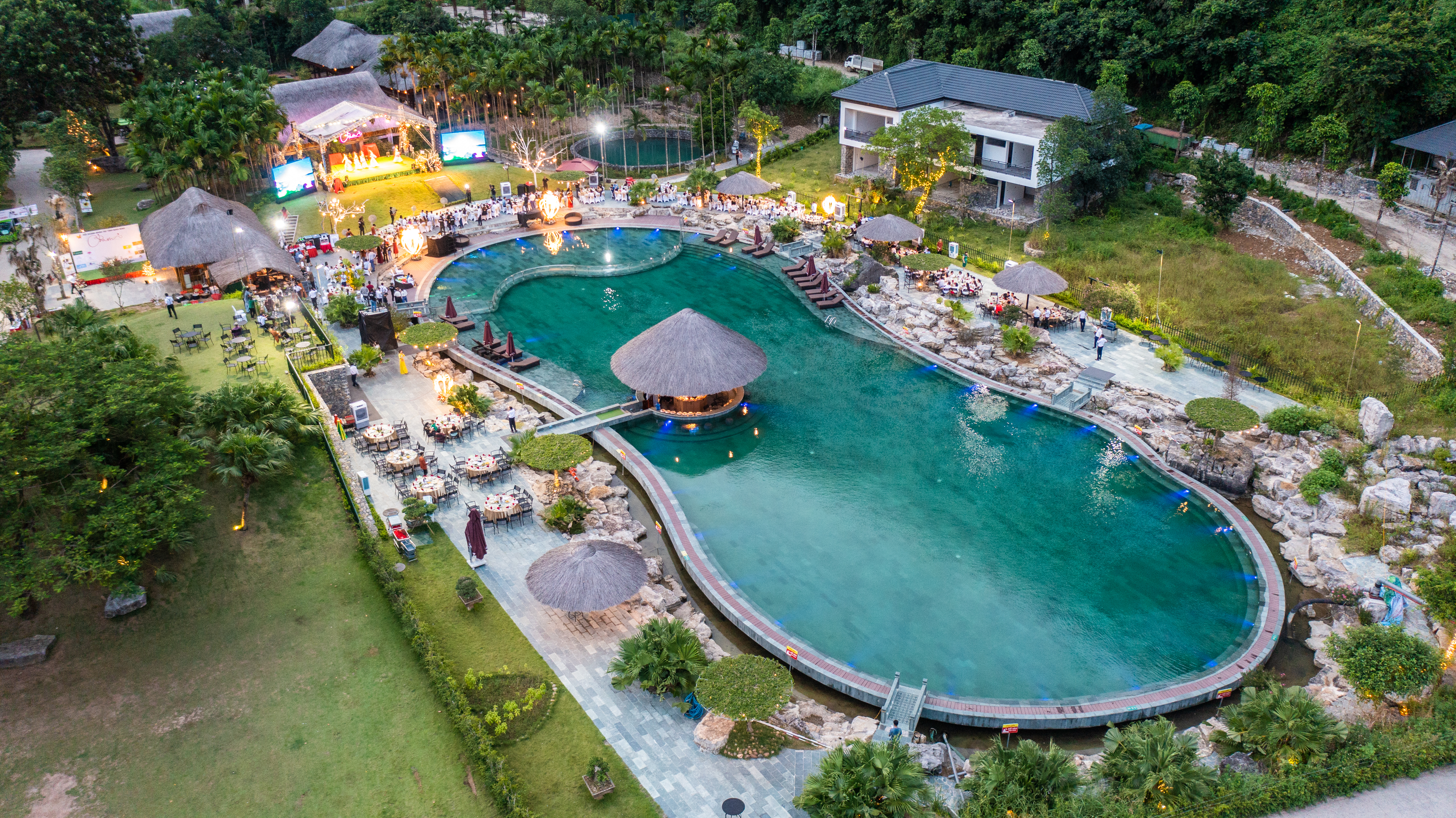
Phong cảnh khu nghỉ dưỡng Thung Nham
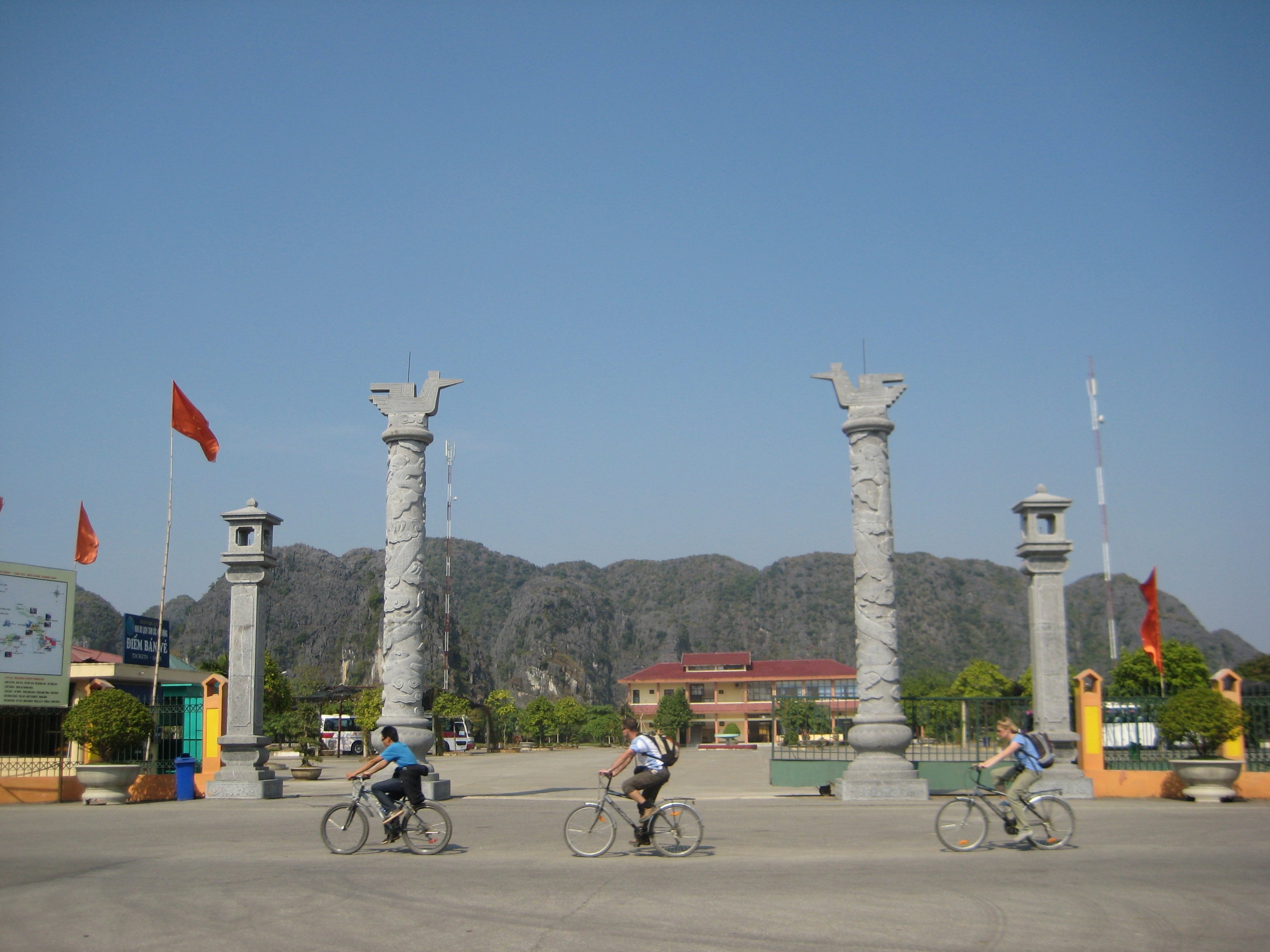
Bến xe trung tâm khu du lịch Tam Cốc – Bích Động
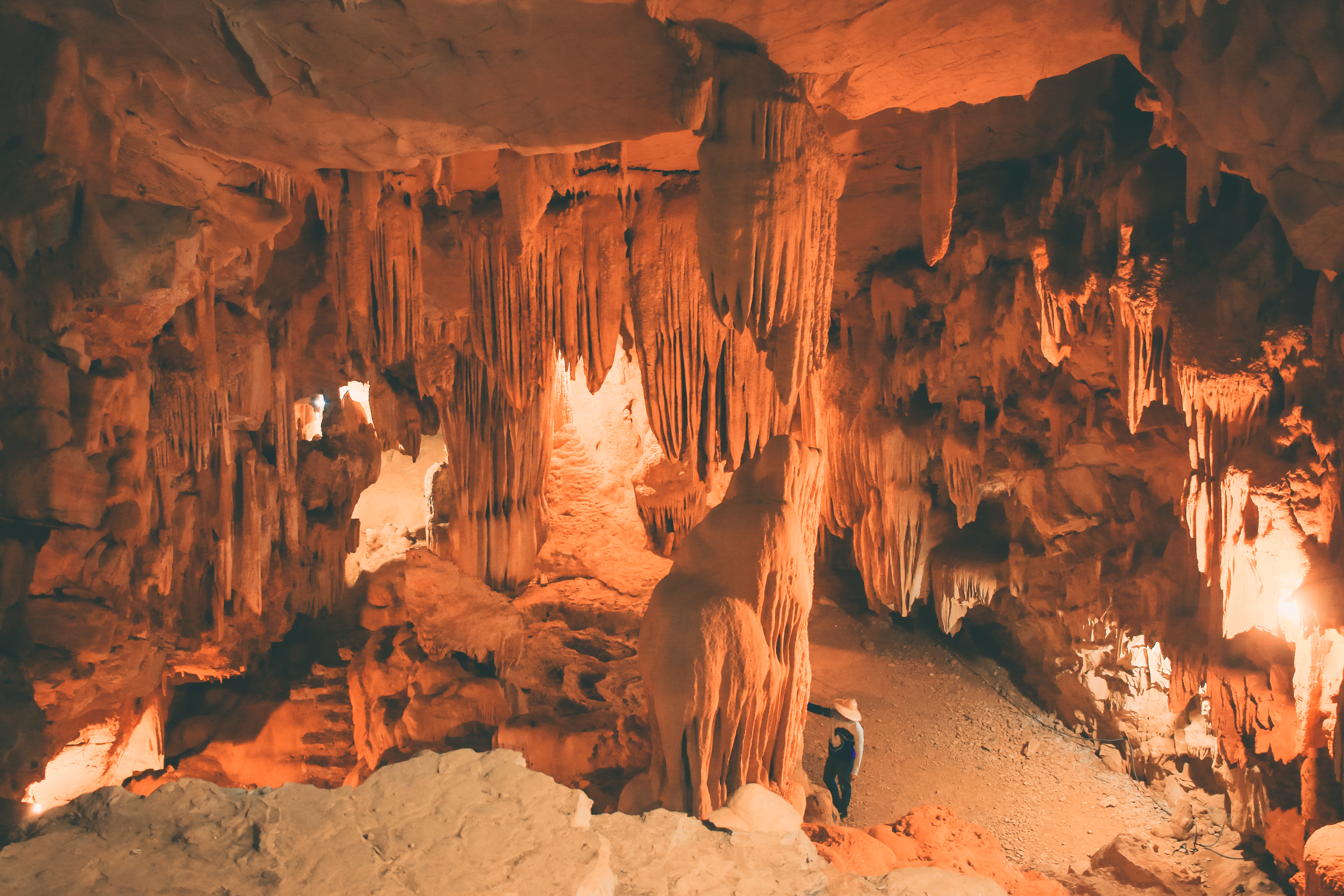
Động Vái Giời - điểm đến đầu tiên ở Thung Nham